# Hiltersklingen
Hiltersklingen ist ein Ortsteil der Gemeinde Mossautal im südhessischen Odenwaldkreis.

## Geographie
Das offenes Dorf mit regellosem Grundriss Hiltersklingen liegt im Buntsandstein-Odenwald, ca. 7 km südwestlich von Erbach und 3,1 km nordöstlich der Gemeindeverwaltung in Unter-Mossau. Das Gebiet des Ortsteils besteht aus der Gemarkung Hiltersklingen mit einer Fläche von 942 Hektar., davon sind 696 Hektar Wald. Die Ortslage befindet sich auf 312 bis 390 m ü. NHN und der höchste Punkt der Gemarkung ist der 482 m hohe Dachsberg im Westen der Gemarkung. Durch den Ort fließt der Marbach, ein linker Zufluss der Mümling.
An den Ortsteil Hiltersklingen grenzen, von Norden beginnend, im Uhrzeigersinn, der Reichelsheimer Stadtteil Rohrbach, die Mossautaler Ortsteile Ober-Mossau, Unter-Mossau, Hüttenthal und Güttersbach, die Grasellenbacher Ortsteile Gras-Ellenbach und Hammelbach, der Fürther Ortsteil Weschnitz sowie der Reichelsheimer Stadtteil Erzbach. Durch den Ort verläuft die Bundesstraße 460 zwischen Weschnitz und Hüttenthal.

## Geschichte

### Historische Namensformen
In historischen Dokumenten ist der Ort unter folgenden Ortsnamen belegt (in Klammern das Jahr der Erwähnung):
Hildegersklingen (1324), Hiltegersklingen (1366), Hiltegersklingen (1398), Hildersklingen (1398–1400), Hiltigerßclingen (1427), Hilderßclingen (1443), Hylterßclingen (1487), Helteschling (16. Jahrhundert), Hilgersclingen (1545), Hiltersklingen (1829) und Unter-Hiltersklingen (1829).

### Von den Anfängen bis zum 18. Jahrhundert
Hiltersklingen entstand im Gebiet der ehemaligen „Mark Heppenheim“, die einen Verwaltungsbezirk des Frankenreichs bezeichnete. Am 20. Januar 773 schenkte Karl der Große die Stadt Heppenheim nebst dem zugehörigen Bezirk, der ausgedehnten „Mark Heppenheim“, dem Reichskloster Lorsch. Von hier wurde die Urbarmachung und Besiedlung des Gebietes betrieben. Der Blütezeit des Klosters Lorsch, in dessen Gebiet Hiltersklingen lag, folgte im 11. und 12. Jahrhundert sein Niedergang. 1232 wurde Lorsch dem Erzbistum Mainz unterstellt. 1461 verpfändete dann Kurmainz diese Besitzungen an die Kurpfalz. Diese wechselte 1556 zum protestantischen Glauben und hob 1564 das Kloster auf.
Der Name Hildegersbrunno wurde bereits im Jahr 773 in der Grenzbeschreibung der Mark „Mark Heppenheim“ verwendet. Dies bezeichnete wahrscheinlich die Quelle des Hiltersklinger Bachs (wahrscheinlich der heutige Streitbach).
1232 unterstellte Kaiser Friedrich II. die Reichsabtei Lorsch dem Erzbistum Mainz und seinem Bischof Siegfried III. von Eppstein zur Reform. Die Benediktiner widersetzten sich der angeordneten Reform und mussten deshalb die Abtei verlassen. Sie wurden durch Zisterzienser aus dem Kloster Eberbach und diese 1248 durch Prämonstratenser aus dem Kloster Allerheiligen ersetzt. Von diesem Zeitpunkt an wurde das Kloster als Propstei weitergeführt.
Nach langen Streitigkeiten konnten sich die Kurpfalz und das Erzbistum Mainz Anfang des 14. Jahrhunderts über das Erbe aus dem Lorscher Abtei einigen. Die Grenze der Einflussbereiche der beiden Kontrahenten verlief im Tal des Marbachs und teilte dadurch Hiltersklingen für lange Zeit in zwei Hoheitsbereiche.
Die ersten bekannten Erwähnungen des Weilers Hiltersklingen stammen aus dem Jahr 1324 mit dem Namen Hiltegertsklingen und von 1366, als der Pfalzgraf Ruprecht dem Schenken Konrad von Erbach erlaubt, seinen Teil an Hiltersklingen seiner Frau Grede als Wittum zu geben. Im 14. Jahrhundert sind mehrere Lehen auf Huben und Teile des Zehnten von Hiltersklingen an die Schenken von Erbach durch die Pfalzgrafen überliefert und 1443 werden Dorf, Vogtei und Gericht von Hiltersklingen an Erbach gegeben. Das Lehen über Hiltersklingen wurde in Urkunden aus den Jahren von 1532 und 1653 erneuert.
Bereits 1267 wird erstmals ein Burggraf auf der Starkenburg (über Heppenheim) genannt, der auch das Mainzer „Amt Starkenburg“ verwaltete, zu dem ein Teil Hiltersklingens (Hiltersklingen an der Hardt, oder Ober-Hiltersklingen) zählte. Als Gericht und untergeordnete Verwaltungseinheit entwickelte sich die „Zent Fürth“, deren älteste erhalten gebliebene Beschreibung aus dem Jahr 1613 stammt. Die „Zent Fürth“ war eine der wenigen Zenten die auch die Hohe Gerichtsbarkeit (auch Blutgerichtsbarkeit) ausüben durften.
Im Verlauf der für Kurmainz verhängnisvollen Mainzer Stiftsfehde wurde das Amt Starkenburg an Kurpfalz wiedereinlöslich verpfändet und blieb anschließend für 160 Jahre pfälzisch. Pfalzgraf Friedrich ließ sich für seine Unterstützung von Erzbischof Dieter – im durch die Kurfürsten am 19. November 1461 geschlossenen „Weinheimer Bund“ – das „Amt Starkenburg“ verpfänden, wobei Kurmainz das Recht erhielt, das Pfand für 100.000 Pfund wieder einzulösen. Für 1474 ist belegt, dass zwei Zentschöffen am Zentgericht in Beerfurth aus Hiltersklingen kommen und somit zum Erbachischen Teil gehören. Dagegen gehörten drei Huben an das Hubengericht zu Mainz, waren als mainzisch. 1607 verzichtet Kurmainz auf sein Hain- oder Hub(en)gericht, behielt sich aber die Vollstreckung gegen säumige Hubner vor. In der Beschreibung der „Zent Fürth“ wurde Hiltersklingen allerdings genannt.
In den Anfängen der Reformation sympathisierten die pfälzischen Herrscher offen mit dem lutherischen Glauben, aber erst unter Ottheinrich (Kurfürst von 1556 bis 1559) erfolgte der offizielle Übergang zur lutherischen Lehre. In der Grafschaft Erbach wurde bereits 1544 die Reformation eingeführt. Das führte dazu, dass der evangelische Glaube im erbachischen Teil von Hiltersklingen auch noch nach der Gegenreformation in Kurmainz erhalten blieb. Als Folge der Reformation hob die Kurpfalz 1564 das Kloster Lorsch auf. Die bestehenden Rechte wie Zehnte, Grundzinsen, Gülten und Gefälle des Klosters Lorsch wurden fortan durch die „Oberschaffnerei Lorsch“ wahrgenommen und verwaltet. Kirchlich war Unter-Hiltersklingen eine Filiale der Pfarrei Güttersbach und Ober-Hiltersklingen eine Filiale der Pfarrei Fürth.
Im Laufe des Dreißigjährigen Krieges (1618–1648) eroberten spanische Truppen der „Katholischen Liga“ die Region und stellten damit 1623 die Kurmainzer Herrschaft wieder her. Dadurch wurde die durch die Pfalzgrafen eingeführte Reformation in Ober-Hiltersklingen weitgehend wieder rückgängig gemacht und die Bevölkerung musste wieder zum katholischen Glauben zurückkehren. Zwar zogen sich die spanischen Truppen nach zehn Jahren vor den anrückenden Schweden zurück, aber nach der katastrophalen Niederlage der Evangelischen in der Nördlingen 1634 verließen auch die Schweden die Bergstraße, und mit dem Schwedisch-Französischen Krieg begann ab 1635 das blutigste Kapitel des Dreißigjährigen Krieges. Aus der Region berichten die Chronisten aus jener Zeit: „Pest und Hunger wüten im Land und dezimieren die Bevölkerung, sodass die Dörfer öfters völlig leer stehen“.
1648 wurde der Ort im Salbuch 47b des Staatsarchivs Darmstadt als unbewohnt vermerkt. Mit dem Westfälischen Frieden von 1648 wurde die Einlösung der Pfandschaft endgültig festgeschrieben.
Im 18. Jahrhundert wurde in Unter-Hilterskingen von zehn und in Ober-Hiltersklingen von vier zinsbaren Huben berichtet.
Als es 1782 zu einer Umstrukturierung im Bereich des Kurmainzer Amtes Starkenburg kam, wurde der Bereich des Amtes in Unterämter eingeteilt und das Amt in Oberamt umbenannt. Die „Zent Fürth“, in der Ober-Hiltersklingen lag, wurde dem neu errichteten Amt Fürth unterstellt. Zwar blieb die Zentordnung mit dem Zentschultheiß formal bestehen, dieser konnte jedoch nur noch die Anordnungen der übergeordneten Behörden (Oberamt Starkenburg, Unteramt Fürth) ausführen. Das „Oberamt Starkenburg“ gehörte verwaltungsmäßig zum „Unteren Erzstift“ des Kurfürstentums Mainz.
Für den erbachischen Anteil Hiltersklingens (Unter-Hiltersklingen) änderte sich die verwaltungsmäßige Zuordnung 1544 vom „Amt Freienstein“ zum „Amt Fürstenau“, die beide der erbachischen Linie Erbach-Fürstenau unterstanden.

### Vom 19. Jahrhundert bis heute

#### Hiltersklingen wird hessisch
Das ausgehende 18. und beginnende 19. Jahrhundert brachte Europa weitreichende Änderungen. Als Folge der Napoleonischen Kriege wurde bereits 1797 das „Linke Rheinufer“ und damit der linksrheinische Teil von Kurmainz durch Frankreich annektiert. In seiner letzten Sitzung verabschiedete im Februar 1803 der Immerwährende Reichstag in Regensburg den Reichsdeputationshauptschluss, der die Bestimmungen des Friedens von Lunéville umsetzte, und die territorialen Verhältnisse im Heiligen Römischen Reich (Deutscher Nation) neu regelte. Dabei erhielt die Landgrafschaft Hessen-Darmstadt als Ausgleich für verlorene rechtsrheinische Gebiete unter anderem Teile der aufgelösten Fürstentümer Kurmainz, Kurpfalz und des Bistums Worms zugesprochen. Auch das Oberamt Starkenburg und mit ihm Ober-Hiltersklingen kam an Hessen-Darmstadt. Dort wurde die „Amtsvogtei Fürth“ vorerst als hessisches Amt weitergeführt, während das Oberamt Starkenburg 1805 aufgelöst wurde.
Die übergeordnete Verwaltungsbehörde war der „Regierungsbezirk Darmstadt“, der ab 1803 auch als „Fürstentum Starkenburg“ bezeichnet wurde.
In der Landgrafschaft Hessen-Darmstadt wurde mit Ausführungsverordnung vom 9. Dezember 1803 das Gerichtswesen neu organisiert. Für das Fürstentum Starkenburg wurde das „Hofgericht Darmstadt“ als Gericht der zweiten Instanz eingerichtet. Die Rechtsprechung der ersten Instanz wurde durch die Ämter bzw. Standesherren vorgenommen. Das Hofgericht war für normale bürgerliche Streitsachen Gericht der zweiten Instanz, für standesherrliche Familienrechtssachen und Kriminalfälle die erste Instanz. Übergeordnet war das Oberappellationsgericht Darmstadt. Damit hatten die „Zent Fürth“ und die mit ihnen verbundenen Zentgerichte endgültig ihre Funktion eingebüßt.
Unter Druck Napoleons gründete sich 1806 der Rheinbund, dies geschah mit dem gleichzeitigen Reichsaustritt der Mitgliedsterritorien. Dies führte am 6. August 1806 zur Niederlegung der Reichskrone durch Franz II., womit das Alte Reich aufhörte zu bestehen.
Am 14. August 1806 erhob Napoleon die Landgrafschaft Hessen-Darmstadt, gegen den Beitritt zum Rheinbund und Stellung hoher Militärkontingente an Frankreich, zum Großherzogtum, andernfalls drohte er mit Invasion. Im Rahmen dieses Vertrages wurden mehrere vorher reichsunmittelbare Territorien, darunter auch die Grafschaft Erbach, mediatisiert und Großherzogtum Hessen einverleibt. Erhalten blieben die sogenannten standesherrlichen Rechte wie Niedere Gerichtsbarkeit, Zehnten, Grundzinsen und andere Gefälle, die teilweise noch bis 1848 fortbestanden. Damit kam auch Unter-Hiltersklingen nach Hessen. Das „Amt Fürstenau“ wurde als hessische Amtsvogtei weitergeführt.
Die Historisch-topographisch-statistische Beschreibung des Fürstenthums Lorsch, oder Kirchengeschichte des Oberrheingaues beschreibt 1812 über Hiltersklingen als Ort der „Zent Fürth“:

„Hiltersklingen (Heltesling) ein Dorf, welches schon innerhalb den Grenzen der Grafsch. Erbach liegt, 2 Stunden von Fürth entfernt, und ein Filial der Erb. Pfarrei Güttersbach ist. Man theilt es in Hiltersklingen an der Hardt und in das eigentliche Hiltersklingen. Letzteres ist dem Grafl. Hause Erbach privative eigen; von ersterem hat aber selbiges nur die Centgerichtsbarkeit, das Eigenthum und die Vogtei aber gehört zum Hessischen Haus und ans Amt Fürth. Dieser Antheil besteht in 4 Huben. Das ganz Dorf aber enthält 13 Wohnhäuser mit 158 Selen. Bei dem Orte sind auch 2 Mühlen. Den Zehenden in der Hart bezieht der Souverän allein und da dasige Wäldchen ist den Hess. Vogteiunterthanen eigen.“

Nach der endgültigen Niederlage Napoleons regelte der Wiener Kongress 1814/15 auch die territorialen Verhältnisse für Hessen, daraufhin wurden 1816 im Großherzogtum Provinzen gebildet. Dabei wurde das vorher als „Fürstentum Starkenburg“ bezeichnete Gebiet, das aus den südlich des Mains gelegenen alten Hessischen und den ab 1803 hinzugekommenen rechtsrheinischen Territorien bestand, in „Provinz Starkenburg“ umbenannt.
Im Jahr 1814 wurde die Leibeigenschaft im Großherzogtum aufgehoben und es erhielt mit der am 17. Dezember 1820 eingeführten Verfassung des Großherzogtums Hessen eine konstitutionelle Monarchie, in der der Großherzog aber noch große Machtbefugnisse hatte. Die noch bestehenden standesherrlichen Rechte blieben weiter erhalten.
In den Jahren 1821/22 wurden im Rahmen einer umfassenden Verwaltungsreform die Amtsvogteien in den Provinzen Starkenburg und Oberhessen des Großherzogtums aufgelöst und Landratsbezirke eingeführt, wobei Ober-Hiltersklingen zum Landratsbezirk Lindenfels und Unter-Hiltersklingen zum standesherrlichen Landratsbezirk Erbach kam. Im Rahmen dieser Reform wurden auch Landgerichte geschaffen, die jetzt unabhängig von der Verwaltung waren. Unter-Hiltersklingen kam zum Landgericht Freienstein mit Sitz in Beerfelden und Ober-Hiltersklingen zum Landgericht Fürth, beides Gerichte erster Instanz. Diese Reform ordnete auch die Verwaltung auf Gemeindeebene neu. So war die Bürgermeisterei in Güttersbach auch für den erbachischen Teil von Hiltersklingen und Teile von Hüttenthal zuständig, während der ehemals mainzische Teil mit den Orten Grasellenbach, Litzelbach und Oberscharbach zur Bürgermeisterei in Hammelbach gehörte. Entsprechend der Gemeindeverordnung vom 30. Juni 1821 gab es keine Einsetzungen von Schultheißen mehr, sondern einen gewählten Ortsvorstand, der sich aus Bürgermeister, Beigeordneten und Gemeinderat zusammensetzte.
Die Statistisch-topographisch-historische Beschreibung des Großherzogthums Hessen berichtet 1829 über Hiltersklingen:

„Hiltersklingen (L. Bez. Erbach und Lindenfels) luth. Filialdorf liegt 2 3/4 St. von Lindenfels und 1 1/4 St. von Erbach. Man theilt dieses Dorf in das eigentliche Hiltersklingen (früher Heltesklina) und in Hilterskiingen an der Hardt ab. Das Erstere, dem Grafen von Erbach-Fürstenau und zum Bezirk Erbach gehörig, hat 22 Hauser und 145 Seelen, unter welchen 137 Luth., 6 Kath., und 2 Reform sind, und kam 1806 unter Hess. Hoheit. Der andere Theil mit 28 Hausern und 21l Seelen unter denen 19 Luth., 19 Kath., und 2 Reform. sich befinden, kam 1802 von Mainz an Hessen. Das Ganze gehört zur Pfarrei Güttersbach.“

1832 wurden die Verwaltungseinheiten weiter vergrößert und es wurden Kreise geschaffen. Nach der am 20. August 1832 bekanntgegebenen Neugliederung sollte es in Süd-Starkenburg künftig nur noch die Kreise Bensheim und Lindenfels geben; der Landratsbezirk von Heppenheim sollte in den Kreis Bensheim fallen. Noch vor dem Inkrafttreten der Verordnung zum 15. Oktober 1832 wurde diese aber dahingehend revidiert, dass statt des Kreises Lindenfels neben dem Kreis Bensheim der Kreis Heppenheim als zweiter Kreis gebildet wurde, zu dem jetzt der ehemalige Mainzer Teil Hiltersklingens gehörte.
Die standesherrlichen Landratsbezirke wurden von der Kreisbildung ausgenommen, sodass der ehemals erbachische Teil von Hiltersklingen beim Landratsbezirk Erbach verblieb. 1842 wurde das Steuersystem im Großherzogtum reformiert und der Zehnte und die Grundrenten (Einnahmen aus Grundbesitz) wurden durch ein Steuersystem ersetzt, wie es in den Grundzügen heute noch existiert.
Im Neuestes und gründlichstes alphabetisches Lexicon der sämmtlichen Ortschaften der deutschen Bundesstaaten von 1845 finden sich folgender Eintrag:

„Hiltersklingen. – Dorf, zur evangelischen Pfarrei Güttersbach, resp. kathol. Pfarrei Fürth gehörig. – 50 H. 356 E. – Großherzogthum Hessen. —
Provinz Starkenburg. — Kreis Heppenheim (z. Thl.) und Landratsbezirk Erbach (z. Thl.). — 1) Landger. Fürth, hinsichtlich des Heppenheimer Kreisantheils; 2) Landger. Freienatein zu Beerfelden, hinsichtlich des Erbacher Bezirksantheils (incl. 4 Mühlen). — Hofgericht Darmstadt. – Das Dorf Hiltersklingen besteht aus 2 Theilen, dem eigentlichen Hiltersklingen (früher Helteskling) und Hiltersklingen an der Hardt. Ersteres, zur Standesherrschaft des Grafen von Erbach-Fürstenau gehörig, hat 22 Häuser mit 145 Einw. und ist erst im Jahre 1806 dem Großherzogthume Hessen einverleibt. Hiltersklingen an der Hardt dagegen, 28 Häuser mit 211 Einw. enthaltend, ist bereits im J. 1802 an Hessen abgetreten worden und war vorher churmainzisch.“

Infolge der Märzrevolution 1848 wurden mit dem „Gesetz über die Verhältnisse der Standesherren und adeligen Gerichtsherren“ vom 15. April 1848 die standesherrlichen Sonderrechte endgültig aufgehoben.
darüber hinaus wurden in den Provinzen, die Kreise und die Landratsbezirke des Großherzogtums am 31. Juli 1848 abgeschafft und durch „Regierungsbezirke“ ersetzt, wobei die bisherigen Kreise Bensheim und Heppenheim zum Regierungsbezirk Heppenheim vereinigt wurden.
Bereits vier Jahre später, im Laufe der Reaktionsära, kehrte man aber zur Einteilung in Kreise zurück und der ehemals mainzische Teil Hiltersklingens wurde dem Kreis Lindenfels und der ehemals erbachische Teil dem Kreis Erbach zugeordnet. Beide Kreis waren neu geschaffen worden.
Die im Dezember 1852 aufgenommenen Bevölkerungs- und Katasterlisten ergaben für Hiltersklingen: Für den ehemals erbachischen Anteil des Dorfes, jetzt im Kreis Erbach:

„Hiltersklingen in Urk. Hildegeresbruno, Hiltegerskl. etc. besteht aus 2 verschiedenen Theilen, deren einer, das eigentliche Hiltersklingen, 1806 von Erbach, das letztere Hiltersklingen an der Haardt, 1802 von Mainz an Hessen kam. Urk. erscheint es schon als Hildegeresbruno 773 in der Heppenheimer Markbeschreibung. (Gem. 2423 M., 466 A., 273 Wi., 1659 Wa.) Einw: 469.“

Für den ehemals Kurmainzer Anteil des Dorfes, jetzt in Kreis Lindenfels:

„Hilterklingen in Urk. Hildegeresbrunno. Hiltegersklingen etc. luth. Fld. erscheint schon 773 in der Heppenheimer Markbeschreibnng, zerfällt in 2 Theile, deren einer das eigentliche Hiltersklingen zu Erbach, das zweite Hiltersklingen an der Hardt zu Mainz gehörte. Ersterer kam 1806 unter Hessen der letztere 1802. (Gem. 1042M., 281 A(cker)., 22 Wi(ese)., 709 Wa(ald).) Einw: 469.“

Am 8. Januar 1855 wurde die bis zu diesem Zeitpunkt unter dem Namen Hiltersklingen geführte Gemeinde formell in die beiden Gemeinden Ober- und Unter-Hiltersklingen aufgeteilt und beide Gemeinden wurden dem Kreis Erbach zugeordnet.
In den Statistiken des Großherzogtums Hessen werden, bezogen auf Dezember 1867, für das Filialdorf Unter-Hiltersklingen mit der Bürgermeisterei Hiltersklingen, 25 Häuser, 180 Einwohnern, der Kreis Erbach, das Landgericht Freienstein, die evangelische Pfarrei Güttersbach des Dekanats Erbach und die katholische Pfarrei Erbach des Dekanats Heppenheim, angegeben.
Für das Filialdorf Ober-Hiltersklingen mit eigener Bürgermeisterei, 41 Häuser, 333 Einwohnern mit der Bürgermeisterei Hiltersklingen, 25 Häuser, 180 Einwohnern, der Kreis Erbach, das Landgericht Freienstein, die evangelische Pfarrei Güttersbach des Dekanats Erbach und die katholische Pfarrei Erbach des Dekanats Heppenheim, angegeben.
Ab 1839 wurde die Nibelungenstraße von Bensheim ins Lautertal bis Lindenfels ausgebaut und damit ein wichtiger Betrag zur Verbesserung der Infrastruktur des vorderen Odenwaldes geschaffen. Eine weitere Verbesserung wurde durch die Eröffnung der Main-Neckar-Bahn 1846 erreicht, die Bensheim zunächst mit Langen, Darmstadt und Heppenheim verband und wenig später bis Frankfurt, Heidelberg und Mannheim reichte.
1870 provoziert der preußische Ministerpräsident Otto von Bismarck durch die sogenannte Emser Depesche den Deutsch-Französischen Krieg, in dem das Großherzogtum Hessen als Mitglied des Norddeutschen Bundes an der Seite Preußens teilnahm. Noch vor dessen offiziellen Ende am 10. Mai 1871 traten die süddeutschen Staaten dem Norddeutschen Bund bei und am 1. Januar 1871 trat dessen neu Verfassung in Kraft, mit der er sich nun Deutsches Reich nannte.
Auf deutscher Seite forderte dieser Krieg ca. 41.000 Tote. Mit dem Reichsmünzgesetz gab es Deutschland nur noch eine Währung, die Mark mit 100 Pfennigen als Untereinheit.

#### Zeit der Weltkriege
Am 1. August 1914 brach der Erste Weltkrieg aus und setzte im ganzen Deutschen Reich der positiven wirtschaftlichen Entwicklung ein Ende. Als nach der deutschen Niederlage am 11. November 1918 der Waffenstillstand unterschrieben wurde, hatte auch Hiltersklingen viele Gefallene zu beklagen, während der Krieg insgesamt rund 17 Millionen Menschenopfer kostete.
Das Ende des Deutschen Kaiserreiches war damit besiegelt, und die unruhigen Zeiten der Weimarer Republik folgten. In der Zeit von 1921 bis 1930 wurden in Deutschland 566.500 Auswanderer gezählt, die versuchten, den schwierigen Verhältnissen in Deutschland zu entfliehen.
Am 30. Januar 1933 wurde Adolf Hitler Reichskanzler, was das Ende der Weimarer Republik und den Beginn der nationalsozialistischen Diktatur bedeutete.
Am 1. September 1939 begann mit dem Einmarsch deutscher Truppen in Polen der Zweite Weltkrieg, der in seinen Auswirkungen noch weit dramatischer war als der Erste Weltkrieg und dessen Opferzahl auf 60 bis 70 Millionen Menschen geschätzt werden.
In der Endphase des Zweiten Weltkrieges in Europa erreichen die amerikanischen Verbände Mitte März 1945 den Rhein zwischen Mainz und Mannheim. Am 22. März überquerte die 3. US-Armee bei Oppenheim den Rhein und besetzte am 25. März Darmstadt. In den ersten Stunden des 26. März 1945 überquerten amerikanische Einheiten bei Hamm und südlich von Worms den Rhein, von wo sie auf breiter Front gegen die Bergstraße vorrücken. Am 27. März standen die amerikanischen Truppen in Lorsch, Bensheim und Heppenheim und einen Tag später waren Aschaffenburg am Main sowie der westliche und nördliche Teil des Odenwaldes besetzt. Der Krieg in Europa endete mit der bedingungslosen Kapitulation aller deutschen Truppen, die am 8. Mai 1945 um 23:01 Uhr mitteleuropäischer Zeit in Kraft trat.
Das Großherzogtum Hessen war von 1815 bis 1866 ein Mitgliedsstaat des Deutschen Bundes und danach ein Bundesstaat des Deutschen Reiches. Es bestand bis 1919, nach dem Ersten Weltkrieg wurde das Großherzogtum zum republikanisch verfassten Volksstaat Hessen. 1945 nach Ende des Zweiten Weltkriegs befand sich das Gebiet des heutigen Hessen in der amerikanischen Besatzungszone und durch Weisung der Militärregierung entstand Groß-Hessen, aus dem das Bundesland Hessen in seinen heutigen Grenzen hervorging.

#### Nachkriegszeit und Gegenwart
Wie die Einwohnerzahlen von 1936 und 1946 zeigen, hatte auch Hiltersklingen nach dem Krieg viele Flüchtlinge und Vertriebene aus den ehemaligen deutschen Ostgebieten zu verkraften.
Im Jahr 1961 wurden die Gemarkungsgrößen
für Unter-Hiltersklingen mit 605 ha, davon 512 ha Wald und
für Ober-Hiltersklingen mit 337 ha, davon 184 ha Wald angegeben.
Zum 1. Februar 1971 fusionierten im Zuge der Gebietsreform in Hessen Ober-Hiltersklingen und Unter-Hiltersklingen zur Gemeinde Hiltersklingen. Zum 31. Dezember 1971 fusionierte Hiltersklingen mit Ober-Mossau und Unter-Mossau zur neuen Gemeinde Mossautal.
Für Hiltersklingen, wie für alle im Zuge der Gebietsreform nach Mossautal eingegliederten Gemeinden, wurde ein Ortsbezirk gebildet.
In der ehemaligen Schule ist einer der beiden Kindergärten der Gemeinde Mossautal untergebracht.

## Bevölkerung

### Einwohnerentwicklung
Unter-Hintersklingen:
- Anfang des 18. Jahrhunderts: 10 wehrfähige Männer und ein Beisasse
- 1961: 152 evangelische (= 89,94 %), 17 katholische (= 10,06 %) Einwohner

| Unter-Hiltersklingen: Einwohnerzahlen von 1819 bis 1970 | Unter-Hiltersklingen: Einwohnerzahlen von 1819 bis 1970 | Unter-Hiltersklingen: Einwohnerzahlen von 1819 bis 1970 | Unter-Hiltersklingen: Einwohnerzahlen von 1819 bis 1970 | Unter-Hiltersklingen: Einwohnerzahlen von 1819 bis 1970 |
| --- | ------------------------------------------------------- | ------------------------------------------------------- | ------------------------------------------------------- | ------------------------------------------------------- |
| Jahr |                                                         |                                                         |                                                         | Einwohner                                               |
| 1819 | 1819                                                    |                                                         | 145                                                     | 145                                                     |
| 1834 | 1834                                                    |                                                         | 251                                                     | 251                                                     |
| 1840 | 1840                                                    |                                                         | 203                                                     | 203                                                     |
| 1846 | 1846                                                    |                                                         | 292                                                     | 292                                                     |
| 1852 | 1852                                                    |                                                         | 196                                                     | 196                                                     |
| 1858 | 1858                                                    |                                                         | 221                                                     | 221                                                     |
| 1864 | 1864                                                    |                                                         | 204                                                     | 204                                                     |
| 1871 | 1871                                                    |                                                         | 180                                                     | 180                                                     |
| 1875 | 1875                                                    |                                                         | 183                                                     | 183                                                     |
| 1885 | 1885                                                    |                                                         | 175                                                     | 175                                                     |
| 1895 | 1895                                                    |                                                         | 171                                                     | 171                                                     |
| 1905 | 1905                                                    |                                                         | 136                                                     | 136                                                     |
| 1910 | 1910                                                    |                                                         | 147                                                     | 147                                                     |
| 1925 | 1925                                                    |                                                         | 151                                                     | 151                                                     |
| 1939 | 1939                                                    |                                                         | 145                                                     | 145                                                     |
| 1946 | 1946                                                    |                                                         | 217                                                     | 217                                                     |
| 1950 | 1950                                                    |                                                         | 195                                                     | 195                                                     |
| 1956 | 1956                                                    |                                                         | 165                                                     | 165                                                     |
| 1961 | 1961                                                    |                                                         | 169                                                     | 169                                                     |
| 1967 | 1967                                                    |                                                         | 218                                                     | 218                                                     |
| 1970 | 1970                                                    |                                                         | 218                                                     | 218                                                     |
| Datenquelle: Historisches Gemeindeverzeichnis für Hessen: Die Bevölkerung der Gemeinden 1834 bis 1967. Wiesbaden: Hessisches Statistisches Landesamt, 1968. Weitere Quellen: |                                                         |                                                         |                                                         |                                                         |

Ober-Hintersklingen:
- Anfang des 18. Jahrhunderts: 3 wehrfähige Männer
- 1961: 235 evangelische (= 86,40 %), 30 katholische (= 11,03 %) Einwohner

| Ober-Hiltersklingen: Einwohnerzahlen von 1819 bis 1970 | Ober-Hiltersklingen: Einwohnerzahlen von 1819 bis 1970 | Ober-Hiltersklingen: Einwohnerzahlen von 1819 bis 1970 | Ober-Hiltersklingen: Einwohnerzahlen von 1819 bis 1970 | Ober-Hiltersklingen: Einwohnerzahlen von 1819 bis 1970 |
| --- | ------------------------------------------------------ | ------------------------------------------------------ | ------------------------------------------------------ | ------------------------------------------------------ |
| Jahr |                                                        |                                                        |                                                        | Einwohner                                              |
| 1819 | 1819                                                   |                                                        | 211                                                    | 211                                                    |
| 1834 | 1834                                                   |                                                        | 184                                                    | 184                                                    |
| 1840 | 1840                                                   |                                                        | 267                                                    | 267                                                    |
| 1846 | 1846                                                   |                                                        | 202                                                    | 202                                                    |
| 1852 | 1852                                                   |                                                        | 273                                                    | 273                                                    |
| 1858 | 1858                                                   |                                                        | 257                                                    | 257                                                    |
| 1864 | 1864                                                   |                                                        | 303                                                    | 303                                                    |
| 1871 | 1871                                                   |                                                        | 333                                                    | 333                                                    |
| 1875 | 1875                                                   |                                                        | 307                                                    | 307                                                    |
| 1885 | 1885                                                   |                                                        | 317                                                    | 317                                                    |
| 1895 | 1895                                                   |                                                        | 273                                                    | 273                                                    |
| 1905 | 1905                                                   |                                                        | 276                                                    | 276                                                    |
| 1910 | 1910                                                   |                                                        | 256                                                    | 256                                                    |
| 1925 | 1925                                                   |                                                        | 253                                                    | 253                                                    |
| 1939 | 1939                                                   |                                                        | 225                                                    | 225                                                    |
| 1946 | 1946                                                   |                                                        | 278                                                    | 278                                                    |
| 1950 | 1950                                                   |                                                        | 266                                                    | 266                                                    |
| 1956 | 1956                                                   |                                                        | 268                                                    | 268                                                    |
| 1961 | 1961                                                   |                                                        | 272                                                    | 272                                                    |
| 1967 | 1967                                                   |                                                        | 277                                                    | 277                                                    |
| 1970 | 1970                                                   |                                                        | 278                                                    | 278                                                    |
| Datenquelle: Historisches Gemeindeverzeichnis für Hessen: Die Bevölkerung der Gemeinden 1834 bis 1967. Wiesbaden: Hessisches Statistisches Landesamt, 1968. Weitere Quellen: |                                                        |                                                        |                                                        |                                                        |

Hintersklingen
| Hiltersklingen: Einwohnerzahlen von 1970 bis 2011 | Hiltersklingen: Einwohnerzahlen von 1970 bis 2011 | Hiltersklingen: Einwohnerzahlen von 1970 bis 2011 | Hiltersklingen: Einwohnerzahlen von 1970 bis 2011 | Hiltersklingen: Einwohnerzahlen von 1970 bis 2011 |
| ------------------------------------------------- | ------------------------------------------------- | ------------------------------------------------- | ------------------------------------------------- | ------------------------------------------------- |
| Jahr                                              |                                                   |                                                   |                                                   | Einwohner                                         |
| 1970                                              | 1970                                              |                                                   | 496                                               | 496                                               |
| 1980                                              | 1980                                              |                                                   | ?                                                 | ?                                                 |
| 1990                                              | 1990                                              |                                                   | ?                                                 | ?                                                 |
| 2002                                              | 2002                                              |                                                   | 466                                               | 466                                               |
| 2011                                              | 2011                                              |                                                   | 546                                               | 546                                               |
| Quellen: ; Zensus 2011                            |                                                   |                                                   |                                                   |                                                   |

### Einwohnerstruktur 2011
Nach den Erhebungen des Zensus 2011 lebten am Stichtag, dem 9. Mai 2011, in Hiltersklingen 546 Einwohner. Darunter waren 78 (14,3 %) Ausländer. Nach dem Lebensalter waren 69 Einwohner unter 18 Jahren, 252 zwischen 18 und 49, 123 zwischen 50 und 64 und 102 Einwohner waren älter.
Die Einwohner lebten in 201 Haushalten. Davon waren 51 Singlehaushalte, 72 Paare ohne Kinder und 60 Paare mit Kindern, sowie 15 Alleinerziehende und 3 Wohngemeinschaften. In 42 Haushalten lebten ausschließlich Senioren und in 126 Haushaltungen lebten keine Senioren.

## Politik
Ortsbeirat
Für Hiltersklingen besteht ein Ortsbezirk (Gebiete der ehemaligen Gemeinde Hiltersklingen) mit Ortsbeirat und Ortsvorsteher, nach Maßgabe der §§ 81 und 82 HGO und des Kommunalwahlgesetzes in der jeweils gültigen Fassung gebildet. Der Ortsbeirat besteht aus drei Mitgliedern. Bei den Kommunalwahlen in Hessen 2021 betrug die Wahlbeteiligung zum Ortsbeirat Hiltersklingen 63,5 %. Dabei wurden gewählt: ein Mitglied der CDU und zwei Mitglieder der Überparteilichen Wählergemeinschaft Mossautal (ÜWG). Der Ortsbeirat wählte  Klaus Helmut Schütz (ÜWG) zum Ortsvorsteher.

## Persönlichkeiten
- Georg Hess (1784–1860), 1812 bis 1860 Schultheiß von Hiltersklingen